# Nihon Kogata MXJ1
Nihon Kogata MXJ1 «Wakakusa» («Планер початкової підготовки Вакакуса»)  — навчальний планер Імперського флоту Японії періоду Другої світової війни.

## Історія створення
У 1942 році командування ВПС Імперського флоту Японії видало замовлення 17-Сі на розробку навчального планера для початкової підготовки пілотів. У конкурсі взяли участь фірми Mizuno та Nihon Kogata.
Фірма Nihon Kogata, яка вже мала досвід розробки планерів, досить швидко розробила планер. Прототип здійснив перший політ у березні 1944 року. Випробування пройшли успішно і планер був прийнятий на озброєння під назвою «Планер початкової підготовки Вакакуса Модель 11» (або MXJ1).

## Тактико-технічні характеристики

### Технічні характеристики
- Екіпаж: 2 особи
- Довжина: 6,80 м
- Висота: 2,25 м
- Розмах крила: 11,61 м
- Маса порожнього: 117 кг
- Маса спорядженого: 280 кг